# ساوکویت (نیویورک)
ساوکویت (به انگلیسی: Sauquoit) یک منطقهٔ مسکونی در ایالات متحده آمریکا است که در نیویورک واقع شده‌است. ساوکویت ۲۶۴ متر بالاتر از سطح دریا واقع شده‌است.